# Convento de las Carmelitas Descalzas (Cádiz)

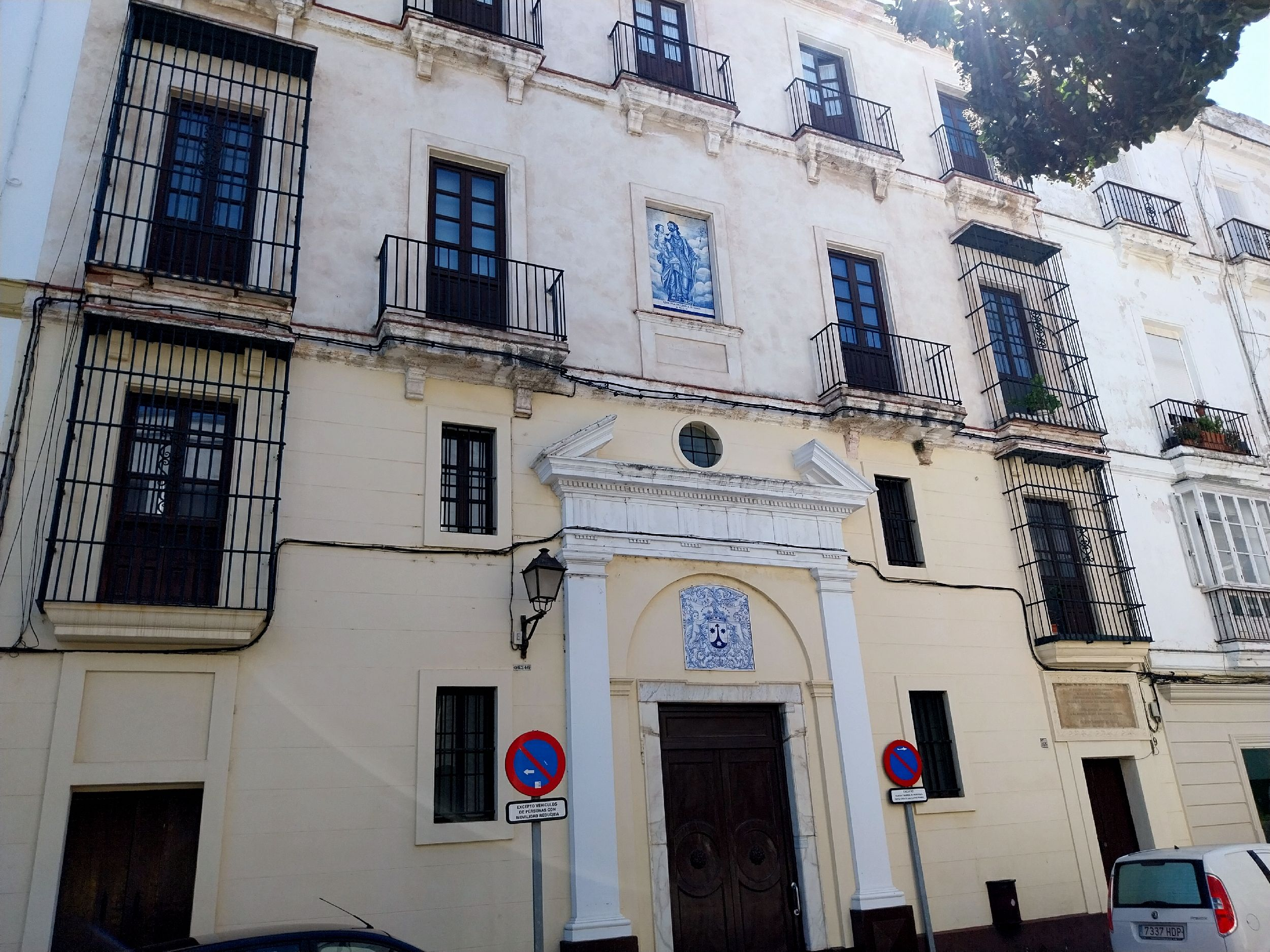
Fachada del Convento en la Plaza Argüelles

El Convento de las Carmelitas Descalzas, o Monasterio del Santísimo Corpus Christi y Señor San José, está situado en la calle Costa Rica, en el Barrio de San Carlos, de la ciudad de Cádiz (España). Fue ésta una de las últimas zonas de expansión urbana de la ciudad en su búsqueda de espacios para el crecimiento.
Construido por el Conde de O'Reilly, gobernador de Cádiz, en 1784 se tienen noticias de que las casas particulares que forman las manzanas de toda esta zona están siendo elevadas. Por esta razón, el edificio que nos ocupa representa muy bien el tipo de construcción plurifamiliar de mediados del siglo XVIII y se encuadra en esa necesidad de aprovechar al máximo el espacio urbano, tan escaso en la ciudad. Por ello y debido al uso finalmente aplicado es un edificio peculiar.

## Descripción
En su aspecto exterior nada indica que se está ante la entrada de un convento de clausura. Sin embargo, ya desde el vestíbulo se observan dependencias comunes y clásicas en la configuración tipológica de estos edificios. Así en él se localiza el típico torno y a su lado la puerta de acceso al locutorio donde las hermanas reciben y hablan a los visitantes a través de la reja.
Normalmente, los conventos suelen extenderse sobre amplias parcelas en las que la tipología conventual se desarrolla con libertad. En cambio éste, contrariamente a lo habitual se desarrolla en altura como se observa en su reducido patio. De su lado izquierdo arranca la escalera que da acceso a las plantas superiores. Está formada por dos tramos que convergen en un pequeño descansillo del que parten los diferentes tramos que conducen a las restantes plantas y a la azotea.
En el lado derecho del patio a través de unos pequeños escalones se baja a lo que en un principio fue iglesia del convento, y hoy ha sido convertido en obrador donde modernas maquinarias facilitan la confección de las obleas. En él aún permanece un pequeño altar en cuyo interior figura una tarja oval con un relieve de mármol de la Inmaculada Concepción rodeada de angelotes. Desde esta habitación y a través de otras dependencias en las que guardan alguna maquinaria se llega al coro bajo, no sin antes pasar por el jardín. Es éste un espacio, que siendo originariamente patio de luz, ha sido modificado con plantas y arbustos diversos hasta conseguir la formación de este importante elemento de la tipología conventual.
Como en todos los conventos, el coro posee una puerta de acceso a la iglesia. El ritmo de vida de la comunidad es muy semejante a la de la mayoría de las órdenes religiosas de clausura. Su principal norma es la soledad y el silencio, incluso durante los trabajos en grupo. Las horas de recreo también las utilizan para hacer algo útil y durante esos momentos se dedican a coser y arreglar ropas propias o del convento.
Sin embargo, el mantenimiento de la vida de clausura y del propio edificio hizo necesario plantearse la necesidad de obtener recursos económicos. Así a lo largo de su corta historia han tenido diversas ocupaciones relacionadas con la elaboración de productos para su posterior venta, como por ejemplo la elaboración de abanicos, estampitas y escapularios. Posteriormente, una de las hermanas propuso a la comunidad elaborar productos de repostería. Las materias primas necesarias para comenzar, como el azúcar, huevos, harina etc., fueron suministradas por Joaquín Ballester. Este benefactor, que también fue fundador de una leprosería, será quien también les proporcione los útiles para elaborar dulces de la fama del turrón de Cádiz y el tocino de cielo. Sin embargo estas delicias, hoy día, solo las realizan las hermanas de vez en cuando y por encargo especial. Su labor está dedicada de lleno a la producción de obleas eucarísticas, que distribuyen a prácticamente toda la Diócesis de Cádiz. Eso sí, los recortes sobrantes que venden en bolsitas en el torno son muy apreciadas, especialmente por los niños que habitualmente se acercan el convento para comprarlas.

### El locutorio
El locutorio es pequeño y sencillo en su decoración, destacando un lienzo pintado en 1923 por Federico Godoy que representa a Santa Teresa del Niño Jesús. Este cuadro tiene una pequeña historia de imposibilidades y premuras digna de ser mencionada. Las monjas del Corpus Christi quisieron unirse con un solemne triduo a los actos de beatificación de Sor Teresa del Niño Jesús en Roma. Para ello, sus hermanas del convento de Lisieux les enviaron una imagen de Sor Teresa del Niño Jesús a la que se le impidió pasar la frontera francesa y entrar en territorio español. Las religiosas al ver que no iban a poder tenerla para los actos encargaron con urgencia al citado Godoy que les pintase un cuadro de la Santa para así disponer de una imagen que acompañara la celebración del triduo. Posteriormente llegaría la imagen, que se encuentra hoy día en el convento, siendo muy venerada por las hermanas.

### El patio
Traspasada la puerta reglar se entra en el claustro. En este caso es un patio de reducidas dimensiones que, delatando su origen doméstico relacionado con bloques de viviendas, se convierte en lugar de transición y paso hacia otras dependencias, aunque las religiosas han conseguido darle cierto carácter claustral. Sus galerías superiores, a las que dan algunas dependencias y las celdas de las hermanas, constan de antepecho sustentado por pies de madera quedando cerradas por una clásica montera, por donde penetra la luz que va a iluminar las dependencias de las distintas plantas del edificio. Esta luz junto con las diferentes flores y macetas que adornan este pequeño espacio claustral logran una atmósfera especial.

### La azotea
Al final de esta escalera se encuentra la puerta de la azotea, desde donde se tienen unas vistas maravillosas del mar y de las murallas que rodean la parte de San Carlos y San Felipe. Este lugar de ocio, que sustituye al mirador, es donde las hermanas disfrutan de sus horas de recreo durante las noches de verano. Como en muchas casas es también éste un sitio perfecto para el cuidado de las plantas y flores que las hermanas cultivan y usan para decorar el altar de la iglesia.

### El coro bajo
Por su parte, el coro, de planta rectangular, desemboca en la reja que da a la iglesia. En él como en el resto de las dependencias del Convento se observa la especial adecuación a las estructuras de una vivienda típica gaditana.
En él se ubica, dejando en el centro el paso hacia la iglesia, una sencilla sillería de madera. La luz la recibe a través de los ventanales dispuestos en su lado izquierdo. En sus paredes figuran un crucificado y un lienzo representando a Santa Teresa de Jesús, junto a otras imágenes devocionales.

### La iglesia
Esta queda formada por tres naves separadas por pilares, destacando en su interior el retablo mayor que está estructurado en dos cuerpos y una sola calle. En el primer cuerpo se sitúa un sagrario donado por la madre de la Venerable niña María del Carmen González Valerio y que fue realizado con la plata procedente de dos piezas del ajuar personal de María del Carmen González. El segundo cuerpo corresponde a algún retablo reutilizado procedente, con probabilidad, de algunos de los conventos suprimidos de la ciudad. En él figura una hornacina central donde se sitúa la imagen de la Virgen del Carmen, muy querida por las hermanas del convento y que queda flanqueada por columnas corintias con el fuste profusamente decorado. El presbiterio cuenta además con dos hornacinas con las figuras de San José a la izquierda y Santa Teresa de Jesús a la derecha.
En la nave del evangelio de la iglesia nos encontramos con la imagen de San Pío X, que fue colocada en ese lugar en agradecimiento de las hermanas por la milagrosa ayuda prestada. Y es que cuando estaban realizando reparaciones y obras de absoluta necesidad en el convento, se quedaron sin recursos económicos pasando graves aprietos para poder hacer frente a las facturas. La situación llegó al punto de tener que paralizar las obras. Las hermanas entonces se encomendaron a este santo y, en ese momento, una llamada en el torno les proporcionó el dinero suficiente para poder finalizar las reparaciones que se estaban ejecutando.